# Olarenwaju Kayode
Tobi Olarenwaju "Larry" Ayobami Kayode (Ibadan, 8 mei 1993) is een Nigeriaans voetballer die doorgaans als aanvaller speelt. Hij verruilde Austria Wien in augustus 2017 voor Manchester City. Kayode debuteerde in 2017 in het Nigeriaans voetbalelftal.

## Clubcarrière
Kayode speelde in Ivoorkust voor ASEC Mimosas, dat hem verhuurde aan AFAD Djékanou, FC Luzern, Heartland FC en  Maccabi Netanja. In 2014 maakte hij definitief de overstap naar Maccabi Netanja. Kayode vertok een jaar later naar Austria Wien. In augustus 2017 werd hij voor 3,8 miljoen euro verkocht aan Manchester City, dat hem meteen verhuurde aan de Spaanse promovendus FC Girona. Op 19 augustus 2017 debuteerde hij in de Primera División, tegen Atlético Madrid.

## Interlandcarrière
Kayode debuteerde op 23 maart 2017 in het Nigeriaans voetbalelftal, in een oefeninterland tegen Senegal (1–1).